# ベン・ニコルソン
ベン・ローダー・ニコルソン OM（Benjamin Lauder Nicholson, 1894年4月10日 - 1982年2月6日）はイギリスの画家。抽象絵画を多く制作した。
バッキンガムシャーのデナムに生まれ、ロンドンに没する。父ウィリアム・ニコルソン（Sir William Nicholson, 1872年2月5日 - 1949年5月16日）、母親のメーベル・プライド（Mabel Pryde、1871年2月12日 – 1918年7月）も画家である。
初期は、ポール・セザンヌやキュビスムに近い作品を制作。その後、Seven and Five Society、ユニット・ワンやアプストラクシオン＝クレアシオンなどに参加し、抽象作品に向かった。
抽象作品については、白い彫刻レリーフなど、徹底した幾何学的抽象作品を制作した。単なる絵画にとどまらず、彫刻的な要素をたぶんに含む作品が多く、しかも、白や淡い色のものなど、色彩が抑えられている作品が多い。イギリスの抽象絵画を強力に牽引した一人である。1938年から1951年にかけては、バーバラ・ヘップワースと結婚していた。1957年には、サンパウロ国際ビエンナーレで、美術絵画賞を受賞した。彼は1982年に死去している。

## 日本での展覧会
- ベン・ニコルソン展（2004年、神奈川県立近代美術館（葉山館）、愛知県美術館（愛知芸術文化センター10階）、東京ステーションギャラリー）

## 関連する日本での展覧会
- 構成主義と幾何学的抽象（1984年9月22日 - 11月11日:東京国立近代美術館、11月20日 - 12月21日:京都国立近代美術館）